# والتر كول بريغهام
والتر كول بريغهام (بالإنجليزية: Walter Cole Brigham)‏ هو فنان أمريكي، ولد في 11 يناير 1870 في بالتيمور في الولايات المتحدة، وتوفي في 7 أغسطس 1941 في شيلتر هاربر ‏ في الولايات المتحدة.